# La Roue Tourangelle 2017
La Roue Tourangelle 2017, sedicesima edizione della corsa e valevole come evento dell'UCI Europe Tour 2017 categoria 1.1, si svolse il 2 aprile 2017 su un percorso di 200 km, con partenza da Sainte-Maure-de-Touraine e arrivo a Tours, in Francia. La vittoria fu appannaggio del francese Flavien Dassonville che terminò la gara in 4h47'15", alla media di 41,775 km/h, precedendo i connazionali Fabien Grellier e Anthony Delaplace.
Sul traguardo di Tours 124 ciclisti, su 133 partiti da Sainte-Maure-de-Touraine, portarono a termine la competizione.

## Squadre e corridori partecipanti
| N.    | Cod. | Squadra                      |
| ----- | ---- | ---------------------------- |
| 1-6   | ALM  | AG2R La Mondiale             |
| 11-17 | FDJ  | FDJ                          |
| 21-28 | COF  | Cofidis                      |
| 31-38 | DEN  | Direct Énergie               |
| 41-48 | DMP  | Delko-Marseille Provence-KTM |
| 51-58 | FVC  | Fortuneo-Vital Concept       |
| 61-68 | ANS  | Androni-Sidermec-Bottecchia  |
| 71-78 | GAZ  | Gazprom-RusVelo              |
| 81-88 | TNN  | Team Novo Nordisk            |

| N.      | Cod. | Squadra                       |
| ------- | ---- | ----------------------------- |
| 91-98   | MZN  | Manzana Postobón Team         |
| 101-108 | ADT  | Armée de Terre                |
| 111-118 | AUB  | HP BTP-Auber 93               |
| 121-128 | RLM  | Roubaix-Lille Métropole       |
| 131-137 | EUS  | Euskadi Basque Country-Murias |
| 141-148 | LKH  | Team Lotto-Kern Haus          |
| 151-158 | CCD  | Team Differdange-Losch        |
| 161-168 | VOL  | Team Vorarlberg               |
| 181-188 | TRA  | Roth-Akros                    |

## Ordine d'arrivo (Top 10)
| Pos. | Corridore           | Squadra    | Tempo    |
| ---- | ------------------- | ---------- | -------- |
| 1    | Flavien Dassonville | Auber 93   | 4h47'15" |
| 2    | Fabien Grellier     | Direct     | s.t.     |
| 3    | Anthony Delaplace   | Fortuneo   | s.t.     |
| 4    | Nacer Bouhanni      | Cofidis    | a 25"    |
| 5    | Davide Cimolai      | FDJ        | s.t.     |
| 6    | Geoffrey Soupe      | Cofidis    | s.t.     |
| 7    | Yannick Martinez    | Delko-Mar. | s.t.     |
| 8    | Damien Touzé        | Auber 93   | s.t.     |
| 9    | Marco Benfatto      | Androni    | s.t.     |
| 10   | Romain Feillu       | Auber 93   | s.t.     |